# Trung Quốc xây đảo nhân tạo ở Biển Đông
Trung Quốc xây đảo nhân tạo ở Biển Đông (China building Artificial island in South China Sea) là vụ việc Trung Quốc thực hiện các việc xây dựng và mở rộng diện tích sử dụng trên các đảo hiện có tranh chấp ở Biển Đông. Năm 2014, Trung Quốc là quốc gia đầu tiên tiến hành cải tạo với quy mô lớn các thực thể là bãi đá ngầm đang do nước này chiếm hữu, thuộc quần đảo Trường Sa - khu vực tranh chấp chủ quyền giữa Trung Quốc và các quốc gia khác (Việt Nam, Philippines, Malaysia, Đài Loan và Brunei), thành các đảo nhân tạo với diện tích lớn ngang cấp độ các đảo tự nhiên lớn nhất ở quần đảo Trường Sa.
Điều 60 của Công ước Liên Hợp Quốc về Luật biển năm 1982 phủ nhận quy chế cho các đảo nhân tạo (Artificial islands) như sau: "các đảo nhân tạo, các thiết bị và công trình không được hưởng quy chế của đảo. Chúng không có lãnh hải riêng và sự có mặt của chúng không có tác động gì đối với việc hoạch định ranh giới lãnh hải, vùng đặc quyền kinh tế hoặc thềm lục địa".
Hành động này của Trung Quốc dù lúc đầu không tuyên bố công khai nhưng ngay lập tức gặp phải sự phản đối hay lên tiếng quan ngại của các nước trong khu vực. Ngày 24 tháng 9 năm 2014, tại trụ sở Liên Hợp Quốc ở New York, Tổng thống Philippines Benigno Aquino III đã tố cáo hành động cải tạo các bãi đá ngầm thành đảo nhân tạo của Trung Quốc tại quần đảo Trường Sa. Đến đầu tháng 3 năm 2015, Trung Quốc đã tiến hành cải tạo mở rộng diện tích quy mô lớn 6 bãi đá ngầm của quần đảo (là đá Chữ Thập, Ga Ven, Châu Viên, Gạc Ma, Tư Nghĩa, Vành Khăn), trong tổng số 7 đá do nước này kiểm soát ở quần đảo này, thành các đảo nhân tạo. Cả sáu đảo nhân tạo này cùng một đá còn lại (đá Xu Bi) là 7 đá mà Trung Quốc kiểm soát, vốn trước năm 1988 là các đá và đá ngầm tự nhiên nhỏ bé, mà Trung Quốc chiếm hữu vào các năm 1988 - 1995, trong đó có những đá chiếm hữu bằng vũ lực từ tay hải quân Việt Nam trong trận Hải chiến Trường Sa 1988 (đá Gạc Ma), và đều đang là đối tượng tranh chấp chủ quyền giữa Trung Quốc với 3 quốc gia khác (Philippines, Đài Loan, Việt Nam). Đến tháng 2 năm 2015 hoạt động xây dựng đảo nhân tạo của Trung Quốc đang tiếp tục được mở rộng sang cả khu vực bãi đá ngầm Xu Bi.
Đến năm 2018, sau khi hoàn tất quá trình bồi đắp đảo nhân tạo trên quần đảo Trường Sa, tổng diện tích bồi đắp các đảo hoàn toàn nhân tạo trên các đá ngầm thuộc quần đảo Trường Sa mà Trung Quốc chiếm đóng đã lên tới khoảng 13,21 km² (tập trung chủ yếu trên 3 đá là Vành Khăn, Xu Bi và Chữ Thập).
Ngày 14/4/2015, công ty DigitalGlobe công bố hình ảnh vệ tinh, cho thấy Trung Quốc đang mở rộng hai đảo Phú Lâm và Quang Hòa thuộc quần đảo Hoàng Sa mà nước này chiếm giữ lần lượt vào năm 1956 và 1974.

## Trung Quốc xây đảo nhân tạo trên quần đảo Trường Sa, cơi nới quần đảo Hoàng Sa

### Biến đá Chữ Thập thành đảo nhân tạo lớn
Theo bản tin của tạp chí IHS Jane's Defense đăng ngày 20 tháng 11 năm 2014, kèm theo các ảnh vệ tinh của tổ chức Airbus Defense and Space chụp khu vực bãi đá Chữ Thập (Fiery Cross Reef) ở các thời điểm ngày 8 tháng 8 và 14 tháng 11 năm 2014 cho thấy tiến trình mở rộng diện tích rất lớn đá này thành đảo nhân tạo được bắt đầu từ tháng 8 năm 2014. Sau 3 tháng, các máy hút bùn, nạo vét các rặng san hô xung quanh, đã tạo ra một hòn đảo nhân tạo dài hơn 3000 m và rộng từ 200 đến 300 m đủ rộng để xây dựng được đầy đủ cả đường băng lẫn bãi đỗ máy bay của một sân bay hoàn chỉnh. Đồng thời đến tháng 11, các máy hút bùn đang tạo ra một bến cảng ở phía đông của đá Chữ Thập, đủ lớn để neo đậu các tàu chở dầu và chiến hạm lớn.
Theo IHS Jane, hình ảnh vệ tinh ngày 23/3/2015 của Airbus Defence and Space cho thấy một đoạn đường băng dài khoảng 53 m đã được lát tại đông bắc đá Chữ Thập. IHS Janes cho rằng đường băng trên đá Chữ Thập có thể dài khoảng 3.000 m. Ảnh vệ tinh từ hồi tháng 3 cũng cho thấy việc cải tạo đất trên đá Xu Bi, quần đảo Trường Sa đã tạo ra một phần đường rộng, nếu nối liền có thể đủ không gian cho một đường băng dài 3.000 m khác.
Đến năm 2018, sau khi hoàn tất quá trình bồi đắp đảo nhân tạo trên đá Chữ Thập, thì diện tích của đảo nhân tạo này lên tới khoảng 2,77 km² , đứng thứ 3 về diện tích trong các đảo hoàn toàn nhân tạo trên Biển Đông và cũng lớn thứ 4 trong tất cả các đảo nhân tạo lẫn đảo, đá tự nhiên thuộc 2 quần đảo Trường Sa và quần đảo Hoàng Sa.

### Biến đá Xu Bi thành đảo nhân tạo trên Biển Đông lớn thứ hai về diện tích và lớn nhất về quy mô xây dựng công trình
Trung Quốc bắt đầu cải tạo quy mô lớn đá Xu Bi kể từ tháng 3 năm 2015. IHS Jane, hình ảnh vệ tinh hôm 23/3/2015 của Airbus Defence and Space cho thấy việc cải tạo đất trên đá Xu Bi, quần đảo Trường Sa đã tạo ra một phần đường rộng, nếu nối liền có thể đủ không gian cho một đường băng dài 3.000 m. Đến ngày 10/6/2015, diện tích đá Xu Bi đạt khoảng 3,95 km², Trung Quốc đã gần hoàn tất bồi đắp các đảo. Đến tháng 5 năm 2018, đảo nhân tạo Trung Quốc xây dựng trên đá Xu Bi có diện tích lên tới khoảng 4,14 km². Tới cuối tháng 5 năm 2018, những hình ảnh mới nhất chụp từ vệ tinh DigitalGlobe cho thấy có gần 400 tòa nhà, toàn bộ đều có khả năng là các công trình quân sự, đã được xây dựng trên đảo nhân tạo ở đá Xu Bi, có năng lực phục vụ từ 1.500 đến 2.400 binh lính đồn trú.

### Biến đá Vành Khăn thành đảo hoàn toàn nhân tạo có diện tích lớn nhất trên Biển Đông (kể cả đảo, đá tự nhiên)
Đến ngày 10/6/2015, diện tích đá Vành Khăn đã tăng đến 5,52 km², Trung Quốc đã gần hoàn tất bồi đắp các đảo. Đến năm 2018, sau khi hoàn tất quá trình bồi đắp đảo nhân tạo trên đá Vành Khăn thì diện tích đảo hoàn toàn nhân tạo này lên tới khoảng 5,66 km², là đảo hoàn toàn nhân tạo có diện tích lớn nhất trên Biển Đông và lớn nhất trong các đảo, đá tự nhiên lẫn nhân tạo tại hai quần đảo Trường Sa, Hoàng Sa.

### Cải tạo bãi Châu Viên
Năm 2018, sau khi Trung Quốc hoàn thành quá trình bồi đắp đảo hoàn toàn nhân tạo trên đá Châu Viên, thì diện tích đảo nhân tạo này lên tới khoảng 0,31 km².

### Xây đảo tại đá Gạc Ma
Các hình ảnh do Bộ Ngoại giao Philippines công bố, và được các ảnh vệ tinh của tổ chức Airbus Defence and Space chứng thực, đã cho thấy các hoạt động cải tạo quy mô lớn của Trung Quốc tại đá Gạc Ma diễn ra sớm hơn tất cả các đá khác do Trung Quốc kiểm soát, bắt đầu từ tháng 2 năm 2013. Năm 2018, sau khi Trung Quốc hoàn thành quá trình bồi đắp đảo hoàn toàn nhân tạo trên đá Gạc Ma, thì diện tích đảo nhân tạo này lên tới khoảng 0,11 km².

### Xây cất tại bãi đá Ga Ven và đá Lạc
Trước ngày 30 tháng 3 năm 2014, tại cụm đá Ga Ven và đá Lạc (Gaven Reefs), Trung Quốc mới chỉ xây được một cấu trúc công trình nhỏ dạng nhà nổi trên mực nước thủy triều, ở phía đông bắc bãi đá ngầm xây cất từ khoảng những năm 1988-1995. Việc xây dựng đảo nhân tạo tại bãi đá ngầm Ga Ven chỉ được bắt đầu vào khoảng ít ngày sau ngày 30 tháng 3 này, nhưng tới ngày 7 tháng 8 năm 2014, không ảnh chụp được đã cho thấy một hòn đảo nhân tạo quy mô lớn đã hình thành kéo dài phần đuôi về hướng đông nam. Đến ngày 30 tháng 1 năm 2015, một con đê chắn sóng làm thành đường đắp cao nối phần đảo lớn ở trung tâm bãi ngầm với cấu trúc công trình cũ thời kỳ 1988 và một bãi đáp trực thăng mới xây bên cạnh cấu trúc cũ này. Các công trình xây dựng mới trên đảo nhân tạo ở Ga Ven có cùng một mẫu thiết kế điển hình như các công trình ở đá Tư Nghĩa (Hughes Reef): bao gồm một tòa nhà chính hình vuông bên cạch các cấu trúc có dạng giống như tháp chống máy bay hay mái che radar. Năm 2018, sau khi Trung Quốc hoàn thành quá trình bồi đắp đảo hoàn toàn nhân tạo trên đá Ga Ven, thì diện tích đảo nhân tạo này lên tới khoảng 0,14 km².

### Bồi đắp đá Tư Nghĩa
Năm 2018, sau khi Trung Quốc hoàn thành quá trình bồi đắp đảo hoàn toàn nhân tạo trên đá Tư Nghĩa, thì diện tích đảo nhân tạo này lên tới khoảng 0,081 km².

### Cơi nới các đảo ở Hoàng Sa
Hình ảnh vệ tinh do công ty DigitalGlobe công bố, chụp hôm 17/3/2015 cho thấy Trung Quốc đang mở rộng hai đảo Phú Lâm và Quang Hòa thuộc quần đảo Hoàng Sa. Đường băng cũ trên đảo Phú Lâm đã được thay bằng một đường băng mới dài và hiện đại hơn. Trong khi đó, trên đảo Quang Hòa có một doanh trại quân đội, đê chắn biển và các công trình khác. Trên đảo Duy Mộng, mà Trung Quốc chiếm đóng gần đó, các tòa nhà mới cũng xuất hiện.
Đảo Phú Lâm, qua khảo sát của thủy binh Nhà Nguyễn thế kỷ XIX (với tên gọi là cồn Bạch Sa), có chu vi tự nhiên là 1070 trượng (tương đương khoảng 5,03 km), cũng phù hợp với quy mô diện tích 1,5 km² (chiều dài đến 1,7 km, chiều ngang 1,2 km) dạng tròn vỏ ốc chu vi khoảng 5,0 km, theo số liệu của Việt Nam kế thừa từ thời Pháp thuộc. Đường băng tại đảo Phú Lâm dài khoảng 2.300 m trước khi Bắc Kinh tiến hành nâng cấp năm 2014. Hình ảnh vệ tinh cho thấy Trung Quốc đang mở rộng đường băng này để đạt độ dài khoảng 3.000 m. Theo ảnh vệ tinh tới năm 2005 Trung Quốc đã cạp đất xây dựng đường băng trên cùng với đường nối từ đảo Phú Lâm ra tới đảo Đá, tổng diện tích đảo lên tới khoảng 2,1 km². Tới tháng 10 năm 2014, Trung Quốc kéo dài đường băng sân bay tới độ dài là 2,74 km (sau khi đã hoàn thành), mở rộng âu bến cảng phía đông và cơi nới cạp đất với khối lượng rất lớn phía bắc đảo cùng vùng hành lang mặt biển đông bắc kẹp giữa đường kè nối với đảo Đá và phần bắc sân bay. Tới năm 2018, tổng diện tích đảo Phú Lâm kết hợp với đảo Đá (thành một đảo duy nhất) lên tới khoảng 3,18 km²  (trong đó diện tích tự nhiên của riêng đảo Đá chỉ khoảng 0,065 km², và diện tích tự nhiên nguyên thủy của đảo Phú Lâm khoảng 1,5 km²). Tuy nhiên, với diện tích sau khi hoàn thành xong việc cơi nới đảo, Phú Lâm vốn là đảo tự nhiên lớn nhất cả hai quần đảo Hoàng Sa, Trường Sa thì nay (với khoảng 3,18 km²) trở thành đảo chỉ lớn thứ 3 về diện tích trong tất cả các đảo, đá tự nhiên lẫn nhân tạo tại 2 quần đảo này (nhỏ hơn so với 2 đảo hoàn toàn nhân tạo ở quần đảo Trường Sa mà Trung Quốc bồi đắp trên các đá Vành Khăn và Xu Bi).

### Lý do Trung Quốc đưa ra để biện hộ
Bà Hoa Xuân Oánh, người Phát ngôn Bộ Ngoại giao Trung Quốc, đã chính thức công bố vào ngày 9/4/2015 kế hoạch sử dụng những đảo nhân tạo mà nước này đang xây dựng trên Biển Đông, cho rằng chúng sẽ được sử dụng để "phòng vệ quân sự và cung cấp dịch vụ dân sự có lợi cho các nước xung quanh".

## Tranh chấp quyền tự do đi lại trên Biển Đông giữa Hoa Kỳ với Trung Quốc
Kể từ ngày 27 tháng 10 năm 2015, Hoa Kỳ bắt đầu thách thức hành động bồi đắp đảo đá nhân tạo trên Biển Đông của Trung Quốc bằng việc tiến hành các chiến dịch Tự do Hàng hải (Freedom of Navigation – FON) và Tự do hàng không bằng oanh tạc cơ B52 quanh các đảo đá do Trung Quốc chiếm đóng ở cả hai quần đảo Trường Sa và quần đảo Hoàng Sa. Ngày 27 tháng 10 năm 2015, Hoa Kỳ điều khu trục hạm USS Lassen tiến vào vùng 12 hải lý quanh đảo nhân tạo Xu Bi (Subi Reef) và đảo nhân tạo Vành Khăn (Mischief  Reef)  mà Trung Quốc đã bồi đắp xong ở quần đảo Trường Sa.

## Phản ứng quốc tế

### Việt Nam
Về việc Trung Quốc đang mở rộng hai đảo Phú Lâm và Quang Hòa thuộc quần đảo Hoàng Sa theo hình ảnh vệ tinh do công ty DigitalGlobe công bố hôm 14/4/2015, người Phát ngôn Bộ Ngoại giao Việt Nam Lê Hải Bình tuyên bố: "Mọi hoạt động xây dựng, mở rộng của nước ngoài trên hai quần đảo này mà không có sự cho phép của Việt Nam là hoàn toàn phi pháp và vô giá trị".
Tổng thống Philippines Benigno Aquino ngày 20/4/2015 cho biết, Việt Nam đã đưa ra đề xuất cùng với Philippines hình thành một đối tác chiến lược mới, mà hai nước đang thương thuyết để chống lại các hoạt động cải tạo đất và xây đảo nhân tạo quy mô của Trung Quốc trong Biển Đông.

#### Trung Quốc trả đũa lại Việt Nam
Sau khi Hội nghị Cấp cao ASEAN ra Tuyên bố Chủ tịch ngày 28/4/2015 bày tỏ quan ngại về hoạt động xây dựng các đảo của Trung Quốc, người Phát ngôn Hồng Lỗi nói Trung Quốc "bày tỏ quan ngại sâu sắc và kiên quyết phản đối cá biệt nước ASEAN như Philippines, Việt Nam… tiến hành hoạt động xây dựng trái phép các đảo ở Nam Sa của Trung Quốc". Ông Hồng tố cáo Việt Nam đang xây bến tàu, đường băng cho sân bay, vị trí cho tên lửa, khách sạn… trên 20 đảo và bãi cạn như bãi cạn Phúc Nguyên và bãi Đất.

### Hoa Kỳ
Cũng hôm 28/4/2015, khi gặp Thủ tướng Nhật Shinzo Abe, Tổng thống Mỹ Barack Obama cũng nói ông lo ngại về việc Trung Quốc xây dựng đảo ở Biển Đông.

## Nhận xét
- Giám đốc Quỹ Nghiên cứu Biển Đông, Tiến sĩ Trần Trường Thủy phát biểu với BBC Tiếng Việt vào ngày 16/4/2015: "với việc tôn tạo đảo, Trung Quốc đang tăng khả năng mở rộng kiểm soát khu vực, và như thế sẽ làm ảnh hưởng đến quyền lợi các nước khác, khiến các nước lo ngại".[21]
- Ngày 26-5-2015, nói chuyện với báo Tuổi Trẻ, đại biểu Quốc hội Lê Nam của tỉnh Thanh Hóa nhận định: "Đây là việc còn nghiêm trọng hơn cả vụ giàn khoan Hải Dương 981".[22]